# 真鶴町立真鶴中学校
真鶴町立真鶴中学校（まなづるちょうりつ まなづるちゅうがっこう）は、神奈川県真鶴町にある公立中学校。

## 沿革
- 1947年（昭和22年） - 真鶴町・岩村・福浦村の三町村によって開設。同年8月に福浦村が分離し、真鶴町と岩村の二町村によって新たに組合立学校として運営。[1]
- 1956年（昭和31年） - 真鶴町と岩村の合併に伴い、真鶴町岩村中学校組合立真鶴中学校を廃し、真鶴町立真鶴中学校と改称して、校舎はそのままで体育館を新設する方針で開校された。[2]

## 出身著名人
- 松本一彦（真鶴町長）
- ツートン青木（ものまねタレント）
- 青木智史（プロ野球選手）[3]
- 青木隆治（ものまねタレント）
- 青木晋平（プロビーチバレー選手）

## 交通
- 東海道線、真鶴駅から徒歩3分